# 搞乜鬼大製作
是2007年美国的一部恶搞电影。由傑森·佛雷和艾朗·西沙编剧并做导演，由保羅·舒夫组织拍摄。电影主要恶搞了2005年到2006年上映的一些高票房史诗片：《加勒比海盗》、《哈利波特系列》、《纳尼亚传奇：狮子，女巫，魔衣橱》、《X战警》、《巧克力冒險工廠》、《疯狂的神父》（Nacho Libre）、《毒蛇嚇機》、《碟中谍3》、《达芬奇密码》、《超人归来》、《星球大战系列》、《速度与激情：东京飘移》、《人生遥控器》和。它和《惊声尖笑系列》《少儿不宜》《约会电影》等风格类似，但获得很多负面评价。

## 劇情
电影从一名叫露西（Lucy，Jayma Mays扮演）的女子开始，她是一名孤儿，被一座博物馆（卢浮宫）的馆长收养。她目击了馆长Jacques Saunière之死，（此处是模仿《達文西密码》），Jacques Saunière的身体上有原片中相似的密码，露西正急于破译这些密码，Saunière突然跳起来，以街舞的动作用身体摆出“Da Vinci”这个单词。露西于是跑到蒙娜丽莎像前，找到下一条线索“So lame the hair of Tom”。这时，一位酷似塞拉斯（Silas）的角色出现，并企图攻击露西。露西得到密码，从一台自动售货机里拿到一袋巧克力棒，露西因高跟鞋突然断裂而弯腰检查，塞拉斯攻击失误，直接撞进了自动贩售机。露西从巧克力棒里发现一张来自一家巧克力工厂的“黄金票”，邀请她参加一次“史诗冒险”。
然后是一位寄居在墨西哥一家修道院的男子爱德华（Edward，Kal Penn扮演）。（此处是模仿《疯狂的神父》）爱德华是这家修道院里最老的一人，他决心做这里最好的摔跤手，他贬低了神父的菜肴，神父怒下，让一位小孩教训一下爱德华，他被小孩打到，并按在桌上，沿桌滑动直到被扔出修道院的窗户。滑行中，他看到一个孩子从一袋巧克力棒里抽出一张“黄金票”，他顺手抓走了票。
然后是苏珊（Susan，Faune A. Chambers扮演)，她乘飞机去她的新养父母家。她向服务员要了一杯水，服务员拿了一个杯子，却倒出了蛇。（此处模仿《毒蛇嚇机》）镜头一转，飞机上到处都是蛇。Samuel L. Jackson出现，并一遍又一遍地重复“I've had it with these goddamn snakes on this goddamn plane”，他说网络博客们喜欢他这句话，与苏珊一番争执后，Jackson把她扔下了飞机。在地上，芭黎絲·希爾頓（Paris Hilton）刚出一家商店出来，不巧被掉落的苏珊压扁，苏珊从她的钱包了拾到了一张“黄金票”。
彼得（Peter，Adam Campbell扮演）是一个异形，（此处模仿《變種特攻》）他被Mystique（Carmen Electra扮演）所吸引，并请她与自己约会，她拒绝了邀请。此时Wolverine, Storm, Rogue和Cyclops出现，告诉彼得放弃这个念头，Wolverine露出他的金属爪逼近彼得。彼得情急之下，脱掉上衣，要展示他的变异能力，却从背上生出一对小鸡翅膀，其他的异形人嘲笑彼得。领导Magneto冲出来，阻止这场争执，并将彼得打倒，Magneto无意间用他的磁铁打开了附近一个带锁箱，一袋巧克力棒砸到彼得身上，彼得从中的到了黄金票。
露西，爱德华，苏珊和彼得其实是《魔幻王國》里的四位主角的名字。
四个孤儿齐聚在一家巧克力工厂门前。（此处模仿《朱古力獎門人》）Willy Wonka（Crispin Glover扮演）告诉四人，巧克力的秘密成分就是人体的一部分。他将四人强留在工厂，并从他们身上各拿走一部分来制作巧克力棒。然后将他们关了起来。
四人在房中设计逃走，却因彼此的孤儿身份而发生争执。此时Willy叫他们去会见他，四人慌张地寻找藏身之所，只有露西一人无处躲藏，冲出房间，来到一间只有衣柜的房间。（此处模仿《魔幻王國》）露西小心翼翼的打开了衣橱，衣柜里一大堆杂物将露西压在下面，還有一位全身畢露的美女（沒有打馬賽克）
。她走进衣橱，遇见Mr. Tumnus（Hector Jiménez扮演）。他欢迎露西来到“Gnarnia”世界（此处是将纳尼亚英文单词narnia前加了不发音的'G'），并告诉她这里的危险情况。
爱德华寻找露西，也来到Gnarnia世界，并遇到了白賤女（White Bitch，Jennifer Coolidge饰，Bitch是英文单词「女巫」witch的諧音）她欺骗爱德华，答应让他做这里的国王，前提是把其他三名孤儿都带来此处。苏珊和彼得随后也来到Gnarnia，爱德华企图留住他们，争执之后，二人来到Mr. Tumnus的屋子，屋子里只有一只名叫Harry Beaver的海狸，告诉众人他是Mr. Tumnus的生活伴侣，Tumnus也已被白賤女抓走。他还告诉众人，他们四人都是同一父母所生，他们的父母早被白賤女杀害。 
此时，爱德华正在白賤女的城堡拜见她，他发现白賤女并非善类，不打算继续帮助她。不幸的是，白賤女向他展示了自己的胸部，爱德华就乖乖地就范，之后，他被白賤女关进了监狱。由于白賤女知道了其他三人的行踪，三人不得不离开Mr. Tumnus的屋子，他们在屋外遇见了Mr. Tumnus，他与海狸进行了一番热情的亲吻。海狸拿出掌上电脑，得到消息称，白賤女已经拥有大规模杀伤性武器，将在24小时之后发射。此时，塞拉斯出现，Mr. Tumnus让众人先行离开。在不远处，众人听到Mr. Tumnus的失声大叫，彼得认为这是Mr. Tumnus在测试众人。最后塞拉斯射杀了Mr. Tumnus。
海狸亨利将三人带出雪地，来到藏在一处树林里的秘密营地，让他们为即将爆发的战争做准备，他们遇到了已经中年的哈利波特（Harry Potter），一个秃头荣恩，和一位已经怀孕兼吸煙的赫敏。他们帮助三人学习战斗技能。
爱德华此时正在寻找逃出监牢的办法，一位衣着古怪，且醉熏熏的自称積克‧燕子的船长出现（此处模仿《加勒比海盗》）。他提出一个逃亡计划，还不等爱德华答应，他已抽出小刀，捅了爱德华一刀，然后大喊“死人啦！” ，几个守卫开门过来检查情况，積克‧燕子抓起爱德华，用他的身体当武器击倒了守卫，逃了出去。
爱德华跟随積克‧燕子上了船，他问積克‧燕子海盗生活如何，積克‧燕子和他的船员突然又唱又跳。爱德华觉得这根本不是一条海盗船，简直就是一个游乐场，他打算离开，却被積克‧燕子出卖，白賤女再次抓走了爱德华。並杀害了積克‧燕子，他扬言今后要报复。
完成战前训练，三人来拜见训练营的长官Aslo（一个半狮半人兽），那時Aslo與一位只露上半身的美女（胸部沒有打格仔）在牀上性爱。他答应营救爱德华，前提是要三人与之进行集体性爱。最后三人随Aslo来到监狱，Aslo打败了塞拉斯，救出了爱德华。却被突然出现的白賤女杀掉。
海狸亨利告诉四人Aslo已经死了，四人感到无比失落。但整个训练营的人都决心团结起来战争白賤女。彼得以前的同学也在其中，他宣布说：“明天，我们战斗，斗...但今天，我们狂欢！”苏珊，爱德华，和露西在宴会上饮酒作乐，苏珊因身体不济，将呕吐物吐的满会场都是。此时，彼得与向往已久的Mystique躲在房间里性爱。
第二天，当四人面对白賤女的军队是，他们发现敌方人数有明显优势，因为昨天苏珊的恶心行为，全营的人都不来帮忙了。此时，船长積克‧燕子踩着一架巨星水车轮子前来寻仇，白賤女用魔法将他偏向另一方。战斗爆发在即，彼得一时胆怯，有露出了小鸡翅膀，这一次他撕掉了翅膀，回来一起战斗。战斗中除了他其他三位队友都被杀死。正当彼得自己也要被白賤女干掉的时候，他的手触到一只遥控器（此处模仿《命運自選台》），他按下了“暂停键”，于是，整个敌军戏剧性的全部被暂停了。随后他又用遥控器治好了三位队友。四人大开杀戒，将敌军全军消灭掉。
最后只剩下白賤女一人，众人正要解决她，彼得站出来，慷慨的讲说Gnarnia将会变成一个怎样的民主世界，白賤女将会被法庭给于最公正的审判。不巧，積克‧燕子踩着大水车轮又回来，把白賤女压扁了。
之后，四人理所当然的成为了Gnarnia世界的新统治者。在他们人生暮年，在雪地上小便时，又偶然发现了魔衣橱的出口，他们随着当年的足迹，走出魔衣橱，四人又变回当年的年轻状态。四人遇到了，他祝贺四位有一个美满的结局。然后，積克‧燕子又踩着他的水车轮，把四人也压扁了。

## 演員
| 演員                | 角色                       |
| ------------------- | -------------------------- |
| 凱爾朋·蘇雷什·默迪  | Edward                     |
| 珍妮佛·克莉姬       | The White Bitch of Gnarnia |
| 亞當·坎貝爾         | Peter                      |
| 芳諾・宣柏          | Susan                      |
| 傑瑪·梅斯           | Lucy                       |
| 凱文·哈特           | Silas                      |
| 佛萊德·威拉特       | Aslo                       |
| 卡門·伊萊克特拉     | 魔形女                     |
| 托尼·考克斯         | Bink                       |
| 赫克托·希門尼斯     | Mr Tumnus                  |
| 凱特·威廉斯         | 海狸亨利                   |
| 丹尼·雅各布斯       | 波拉特                     |
| David Lehre         | Ashton Kutcher             |
| Scott L. Schwartz   | 魯霸·海格                  |
| 凱文·麥當勞         | 哈利·波特                  |
| 克里斯塔·佛萊納根   | 妙麗·格蘭傑                |
| George Alvarez      | 榮恩·衛斯理                |
| Michelle Misty Lang | Blonde Girl                |
| 克斯賓·葛洛佛       | 威利·旺卡                  |
| 達瑞爾·哈蒙德       | Captain Jack Swallows      |
| 大衛·卡拉定         | Museum Curator             |

## 外部連結
- 官方網站